# ニトラミン

ニトラミン基の構造

ニトラミン（英語: nitroamine）は、アミンにニトロ基が結合した有機化合物である。この基を持つ化合物は、広く高性能爆薬として利用される。ニトラミド（H2N–NO2）などを原料に製造される。